# Луиджи Галвани
Луиджи Галвани (на италиански: Luigi Galvani) (9 септември 1737 – 4 декември 1798) е италиански лекар и физик, живял в Болоня.

## Научна дейност
През 1771 г. той открива, че мускулите на умрелите жаби трепват при съприкосновение с електрическа искра. Той е пионер на модерното акушерство и открива, че мускулът и нервните клетки произвеждат електричество.
Галвани открива галваничния елемент, който е наречен на неговото име. Галваничният елемент е химичен източник на електроенергия, в който възниква електродвижещо напрежение и протича електрически ток в резултат на химическия състав.
През 1780 г. Луиджи Галвани открива, че когато два различни метала, например мед и цинк, бъдат допрени и след това с тях се докоснат едновременно различни участъци от нерва на крака от жаба, той се свива. Галвани нарича ефекта биоелектричество. След това създава галваничния елемент, който представлява най-общо електрическа верига от два различни метала, чиито краища са противоположно потопени в солен разтвор. Електрическата батерия, изобретена по-късно от Алесандро Волта, има подобен принцип на действие и представлява поредица от галванични елементи.
Луиджи Галвани умира на 4 декември 1798 г. в Болоня.

## Основни трудове
- De ossibus theses physico-medico-chirurgicae (1762)
- Elogio della moglie Lucia Galeazzi Galvani (1763)
- De Bononiensi Scientiarum et Artium Instituto atque Academia Commentarii (1767)
- Lezioni di anatomia. Prima lectio. Anno 1768
- Lezioni inedite di osteologia (1768-1786)
- De ossibus lectiones quattuor (1780)
- De volatilium aure (1783)
- De viribus electricitatis in motu muscolari (1791)
- Lettera al professore Don Bassiano Carminati (1792)
- De viribus electricitatis in motu musculari commentarius cum Joannis Aldini dissertatione et notis (1792)
- Dissertazione responsiva ad alcune difficoltà mosse contro l'elettricità animale (1793)
- Dell'uso e dell'attività dell'arco conduttore nelle contrazioni dei muscoli (1794)
- Memorie sull'elettricità animale (1797)